# 아이소플라보노이드 생합성
아이소플라보노이드 생합성(영어: isoflavonoid biosynthesis)에는 다음과 같은 여러 효소들이 관여한다.
아이소플라보노이드 생성효소는 리퀴리티제닌(플라바논), O2, NADPH, H+를 사용하여 2,7,4'-트라이하이드록시아이소플라바논(아이소플라보노이드), H2O, NADP+를 생성하는 효소이다.

## 관련 효소
- 아이소플라보노이드 생성효소
- 비오카닌 A 환원효소
- 플라본 생성효소
- 2'-하이드록시다이드제인 환원효소
- 2-하이드록시아이소플라바논 탈수효소
- 아이소플라본 4'-O-메틸기전이효소
- 아이소플라본 7-O-메틸기전이효소
- 아이소플라본 2'-하이드록실화효소
- 아이소플라본 3'-하이드록실화효소
- 아이소플라본-7-O-베타-글루코사이드 6"-O-말로닐트랜스퍼레이스
- 아이소플라본 7-O-글루코실트랜스퍼레이스
- 4'-메톡시아이소플라본 2'-하이드록실화효소

## 프테로카르판 생합성
- 3,9-다이하이드록시프테로카르판 6a-일산소화효소
- 글리세올린 생성효소
- 프테로카르핀 생성효소

## 같이 보기
- 아이소플라보노이드
- 플라보노이드 생합성